# پیرموسی (هفتکل)
پیرموسی یا تُوله نام روستایی است که در ۱۵ کیلومتری شهرستان باغ‌ملک در استان خوزستان قرار دارد.